# 뵈메모래도마뱀붙이
뵈메모래도마뱀붙이(Tropiocolotes wolfgangboehmei)는 사우디아라비아 중부에 서식하는 도마뱀붙이류의 일종이다. 종명 wolfgangboehmei는 파충류학에 수많은 기여를 했으며 뵈메모래를 기술한 학자들의 멘토인 볼프강 뵈메(:en:Wolfgang Böhme (zoologist))를 기린 것이다.
이 종은 사우디 아라비아의 아트 투마마흐(Ath Thumamah)에서 포획된 모식표본(ZFMK(:en:Alexander Koenig Research Museum) 43668), 부모식표본(en:paratype)(ZFMK 87120)의 두 표본만이 관찰되었다.

## 형태
뵈메모래는 주둥이에서 항문까지 29.4 mm에 이르는 작은 도마뱀붙이류이다. 모래도마뱀붙이속과 발가락이 이렇다할 장식(:en:Biological ornament) 없이 살짝 휘어져 있으며, 밑부분은 가로로 길쭉한 박판(:en:Lamella (surface anatomy)) 한 줄로 덮여있고, 동공은 찢어져있고, 등비늘은 균일하다는 점을 공유한다. 턱앞비늘(postmental shield)은 두 쌍이 나있으며, 콧구멍과 맞닿은 비늘은 네 개이다.
모래도마뱀붙이속의 다른 종과의 차이점은 두용골진(bicarinated), 혹은 세용골진(tricarinated) 비늘 때문에 등의 측면이 부드러우며, 두 번째 턱앞비늘쌍이 첫 번째보다 훨씬 작다는 것이다.